# Vingar av glas
Vingar av glas är en svensk romantisk dramafilm från 2000, regisserad av Reza Bagher. Det var hans debutfilm, och i huvudrollerna ses Alexander Skarsgård och Sara Sommerfeld.

## Rollista
- Sara Sommerfeld - Nazli
- Alexander Skarsgård - Johan
- Said Oveissi - Abbas
- Aminah Al Fakir Bergman - Mahin
- Rafael Edholm - Hamid
- Mina Azarian - Pari
- Josephine Bornebusch - Lotta
- Lena-Pia Bernhardsson - Ulla-Britt
- Jan Mybrand - Präst
- Sunil Munshi - Hassan
- Mahmood Davoodi - Abdollah
- Hugo Emretsson - Cesar
- Tomas Laustiola - Bengt
- Martin Sundbom - Peter
- Linda Sidegård - Tatuerare